# 강희안

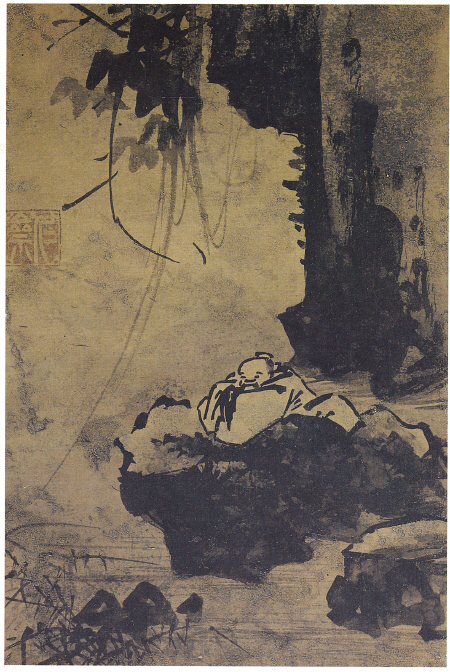
강희안의 고사관수도 (高士觀水圖)

강희안(姜希顔, 1419년 ~ 1464년)은 조선의 명신이며 서예가, 화가, 시인이다. 자는 경우, 호는 인재(仁齋), 본관은 진주이다. 심온의 외손자이자 소헌왕후의 조카로 세종은 그의 이모부이며 문종, 세조 등은 사촌이다. 친동생으로 강희맹이 있으며 또다른 사촌으로 노사신, 박중선 등이 있다.
1441년(세종 23년) 문과 식년시에 정과 13등위로 급제하여 집현전 직제학 등을 지냈으며, 그림에 능했을 뿐 아니라 글씨도 잘 썼다. 세종이 옥새의 글씨를 맡길 정도로 당시에 그를 따를 만한 사람이 없었다.
만년에는 시·서·화로 소일하였으나 천기(賤技)라 하여 타인의 청에는 응하지 않았다 한다.
그는 집현전에서 신숙주, 성삼문, 정인지 등과 함께 훈민정음에 대한 해석을 붙이는 일에 직접 참여하였으며 《용비어천가》에 대한 주석을 붙이는 일에도 참여하였다. 그는 시·글씨·그림의 3절로서 이름이 높았다. 대표작으로 《고사관수도》가 있으며, 저서로 우리나라 최초의 원예서《양화소록》이 있다.

## 가족 관계
- 증조부 : 강시(姜著)
  - 할아버지 : 강회백(姜淮伯)
    - 아버지 : 강석덕(姜碩德)
    - 어머니 : 심온(沈溫)의 딸
      - 남동생 : 강희맹(姜希孟)
      - 여동생 : 영빈강씨 - 세종의 후궁
      - 전처 : 이곡(李谷)의 딸
      - 후처 : 김중행(金仲行)
        - 장녀 : 조중휘(趙仲輝)에게 출가
          - 외손자 : 조광유(趙光裕)
          - 외손자 : 조광작(趙光綽)
          - 외손자 : 조광진(趙光震)
          - 외손녀 : 나이동(羅異同)에게 출가

        - 차녀 : 송윤종(宋胤宗)에게 출가
        - 삼녀 : 김맹강(金孟鋼)에게 출가
          - 외손자 : 김곤(金琨)
          - 외손자 : 김위(金瑋)
          - 외손자 : 김필(金珌)

        - 사녀 : 어맹렴(魚孟濂)에게 출가
          - 외손자 : 어숙정(魚叔貞)
          - 외손녀 : 조복견(趙福堅)에게 출가
          - 외손녀 : 김원복(金元福)에게 출가
          - 외손녀 : 이언박(李彦博)에게 출가

- 외조부 : 청천부원군 심온(沈溫)
- 외조모 : 안천보(安天保)의 딸
  - 이모 : 소헌왕후 심씨
  - 이숙 : 제4대 세종
    - 사촌 : 제5대 문종
    - 사촌 : 제7대 세조

  - 이숙 : 노물재(盧物栽)
    - 사촌 : 노사신(盧思愼)

  - 이숙 : 유자해(柳子偕)
    - 사촌 : 유양(柳壤)

  - 이숙 : 박거소(朴去疎)
    - 사촌 : 박중손(朴重善)

## 같이 보기
- 한국화
- 한국의 화가 목록
- 한국의 미술